# 強烈熱帶風暴悟空 (2006年)
強烈熱帶風暴悟空（英語：Severe Tropical Storm Wukong，國際編號：0610，聯合颱風警報中心：13W）為2006年太平洋颱風季第十個被命名的風暴。「悟空」一名由中國提供，即《西遊記》中的美猴王孫悟空。

## 發展過程
2006年8月12日下午，一個熱帶低氣壓在硫磺島附近生成。
8月13日，聯合颱風警報中心將它升格為熱帶風暴，日本氣象廳也在同日將它升格為熱帶風暴，
8月15日，悟空與熱帶風暴清松發生藤原效應。受清松影響，悟空路徑由北轉向西移動。同日上午11時，香港天文台將其升格為強烈熱帶風暴，日本氣象廳也在同日將它升格為強烈熱帶風暴。
8月17日晚上11時，香港天文台將其降格為熱帶風暴。同時，聯合颱風警報中心亦同時將其降格為熱帶低氣壓；而日本氣象廳亦將其降格為熱帶風暴。
8月18日午夜12時，悟空在日本宮崎縣宫崎市附近登陸。
8月19日晚上8時，香港天文台認為悟空已轉化為一股溫帶氣旋。同時，聯合颱風警報中心將對其在24小時內形成為熱帶氣旋的機會降級為「LOW」。
8月20日，日本氣象廳將其降格為熱帶低氣壓。同日稍後，日本氣象廳表示悟空已轉化為一股溫帶氣旋。

## 影響

### 日本
8月18日凌晨0時，強烈熱帶風暴悟空在日本宮崎縣宫崎市附近登陸。